# Stropharia

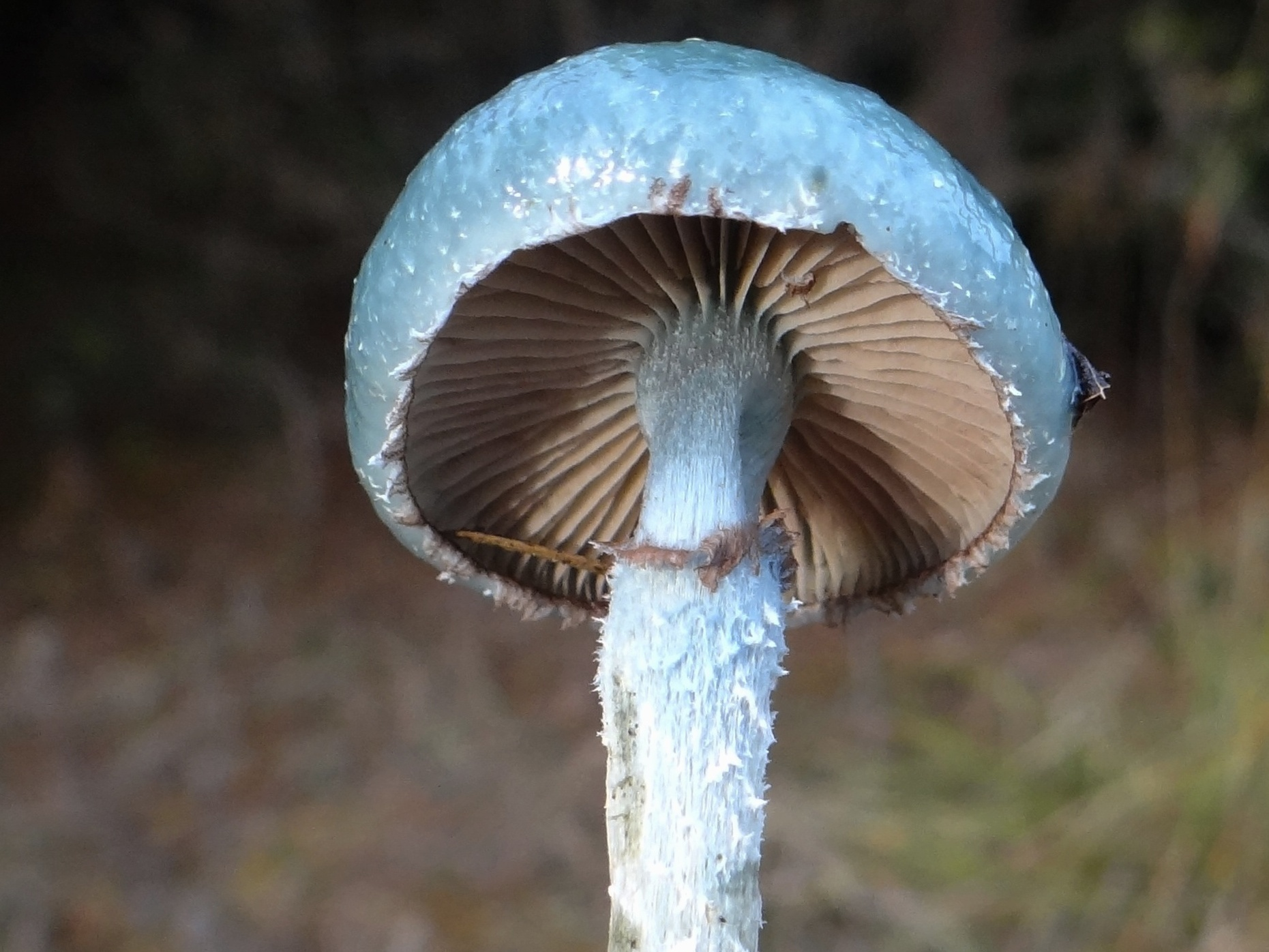
Pierścieniak białoniebieski

Stropharia (Fr.) Quél.) (pierścieniak) – rodzaj grzybów z rodziny pierścieniakowatych (Strophariaceae).

## Systematyka i nazewnictwo
Pozycja w klasyfikacji według Index Fungorum: Strophariaceae, Agaricales, Agaricomycetidae, Agaricomycetes, Agaricomycotina, Basidiomycota, Fungi.
Po raz pierwszy zdiagnozował go w 1849 r. Elias Fries nadając mu nazwę Agaricus subgen. Stropharia. Obecną, uznaną przez Index Fungorum nazwę, nadał mu Lucien Quélet w 1872 r.
Nazwa polska występuje np. w opracowaniu Barbary Gumińskiej i Władysława Wojewody z 1985 r. Według W. Wojewody natomiast rodzaj ten opisywany jest jako łysiczka (Psylocibe).

## Charakterystyka
Saprotrofy żyjące na drewnie i w glebie. Kapelusze owocników są śliskie, w wielu przypadkach z kosmkami, a na trzonach często występuje pierścień. Zapach skaleczonych owocników podobny do zapachu rozgniecionej trawy. Zarodniki owalne, gładkie, z porą rostkową. Trama blaszek regularna (strzępki biegną równolegle). Często występują chryzocystydy. Wysyp zarodników barwy brązowej, purpurowobrązowej lub ciemnobrązowo-fioletowej. Przypuszczalnie niektóre gatunki są trujące.

## Gatunki występujące w Polsce
- Stropharia aeruginosa Curtis Quél. – pierścieniak grynszpanowy[5]
- Stropharia albonitens Fr. Quél. – pierścieniak białawy[6]
- Stropharia caerulea Kreisel – pierścieniak białoniebieski[7]
- Stropharia coronilla Bull. Quél. – pierścieniak koroniasty[8]
- Stropharia hornemannii Fr. S. Lundell & Nannf. – pierścieniak okazały[9]
- Stropharia inuncta Fr. Quél. – pierścieniak kruchaweczkowaty
- Stropharia luteonitens (Fr.) Quél. – pierścieniak śmierdzący
- Stropharia melanosperma Bull. Gillet – pierścieniak czarnozarodnikowy[10]
- Stropharia pseudocyanea Desm. Morgan – pierścieniak zielononiebieski
- Stropharia rugosoannulata Farl. ex Murrill – pierścieniak uprawny[5]

Nazwy naukowe na podstawie Index Fungorum. Uwzględniono tylko gatunki zweryfikowane o potwierdzonym statusie.